# سیارک ۱۱۵۰۰
سیارک ۱۱۵۰۰ (به انگلیسی: 11500 Tomaiyowit، نامگذاری:1989UR) یازده هزار و پانصدمین سیارک کشف شده‌است که در ۲۸ اکتبر ۱۹۸۹ کشف شد.